# Línea Aérea IAACA
Línea Aérea I.A.A.C.A (LAI) fue una aerolínea con sede en Barinas, Venezuela. Una aerolínea regional que sirvió a nueve destinos. 

## Línea Aérea IAACA
La aerolínea fue fundada en 1992. Se formó como una empresa de fumigaciones de cultivos que han evolucionado para convertirse en la operación aérea más grande de taxis en Venezuela. Como resultado de la desregulación en Venezuela, I.A.A.C.A (Industria Aero Agrícola C.A.) se transformó en un avión de línea regular en 1995. 
LAI (línea Aérea I.A.A.C.A) es una desaparecida aerolínea fundada en 1992 en Barinas, Venezuela. Sus operaciones se basaron principalmente en rutas regionales con aviones ATR 72 y ATR 42.

## Destinos
LAI operaba a diversos destinos como lo son: Caracas, Barinas, Maturín, Porlamar, Cumaná, Carúpano, Güiria, Acarigua, Valera, Guanare, Barcelona y Mérida. Mucho antes de su cierre de operaciones LAI también llegó a operar una ruta hacia Ciudad Bolívar desde Caracas.

## Cese de las operaciones
La aerolínea dejó de operar en octubre de 2006 porque no le dieron las divisas para volar.

## Flota
Operó con 6 aeronaves dentro de su flota: 3 ATR 72-212 (YV-1005C, YV-1073C y YV1929), 3 ATR 42-300 (YV-1074C, YV-950C y YV951C).
- Datos: Q4272358
- Multimedia: Linea Aérea IAACA / Q4272358